# Kurz- und Dokumentarfilme von Bernardo Bertolucci
Neben seinen abendfüllenden Kinofilmen drehte der italienische Regisseur Bernardo Bertolucci auch einige Kurzfilme und Dokumentationen.

## Geschichte

### Erste Gehversuche mit Stummfilmen
Seinen ersten Kurzfilm schuf er im Sommer 1956 mit 15 Jahren: La teleferica, auf 16 mm, ohne Ton und ohne weitere Montage. Er handelt von Kindern, die zur Suche nach einer Seilbahn aufbrechen. Ihre Suche bleibt jedoch erfolglos, da sich die Bahn mittlerweile unter der Erde befindet. Bertolucci wurde später bewusst, dass die Filme John Hustons ihn zu dieser Geschichte vom vergeblichen Streben inspiriert haben.
Einige Monate später entstand, ebenfalls stumm, La morte del maiale. Statt zur Schule aufzubrechen, versteckt sich ein Bauernkind und beobachtet im Morgengrauen die Bauern beim Schlachten eines Schweins. Eine ähnliche Szene in seiner Großproduktion 1900 (1976) bezeichnete Bertolucci als Neuverfilmung seines Jugendwerks; den ersten Versuch fand er jedoch gelungener.

### Dokumentationen in den 1960ern
Nach seinen ersten abendfüllenden Spielfilmen hatte Bertolucci Mühe, Geld für weitere Projekte aufzutreiben und füllte die Zeit mit Auftragsarbeiten. La via del petrolio, eine Dokumentation fürs italienische Fernsehen, mitproduziert vom Ölkonzern Eni, wurde Anfang 1967 gesendet. Sie besteht aus drei Folgen und ist schwarz-weiß. Sie beschreibt die Förderung auf iranischen Ölfeldern (1. Origine), die Verschiffung des Rohstoffs nach Genua (2. Viaggio) und den Weitertransport über Rohrleitungen nach Deutschland (3. Attraverso l’Europa). Bertolucci versuchte mit dem Film die inszenatorischen Regeln von Dokumentarfilmen, so weit es erlaubt war, zu überwinden. Begleitend entstanden die Aufnahmen von Il canale, einem 12 Minuten dauernden, in Farbe gedrehten Nebenprodukt zu La via el petrolio.
Des Weiteren schuf Bertolucci in dieser Zeit die Episode Todeskampf (Agonia), die in den Omnibusfilm Liebe und Zorn (1967) einging. Der Film, dessen ursprünglicher Titel Il fico infructoso auf das Gleichnis vom Feigenbaum ohne Früchte aus dem Lukas-Evangelium (13,6–9 ) verwies, handelt von einem alten Mann, der nichts Böses getan hat, aber aus Feigheit vor dem Leben auch nichts Gutes; der Sterbende war schon zu Lebzeiten eher ein Toter, „einer der Lauen aus dem dritten Gesang.“

### Politisch motivierter Kurzfilm in den 1970ern
Der Film La salute è malata o I poveri muiono prima (ital. für „Das Gesundheitssystem ist krank und die Armen sterben zuerst“) entstand im Vorfeld der Kommunalwahlen 1971 in Rom als Auftragsarbeit für die Kommunistische Partei Italiens mithilfe von Vertretern der Gewerkschaft CGIL. Bertolucci schlich sich mit einem Kamerateam in ein römisches Krankenhaus und zeigt die miserablen sanitären Zustände auf, die Ansammlung von Kranken in den Gängen und sogar auf der Toilette. Das Dokument (35 Minuten auf 16 mm) wurde im Wahlkampf von einem fahrenden Auto auf Häuserwände projiziert. Diese Vorführungen wurden von Aktivisten begleitet, die Flugblätter verteilten.

### Film für die Fußball-Weltmeisterschaft
Zur Fußball-Weltmeisterschaft 1990 in Italien drehten namhafte Regisseure Kurzbeiträge, die jeweils eine Austragungsstadt feierten und vor Beginn eines Spiels ausgestrahlt wurden. In diesem unter dem Titel 12 registi per 12 città zusammengefassten Projekt porträtierte Bertolucci die Stadt Bologna und verwendete bei der Herstellung des Films elektronische Spezialeffekte.

### Spätwerk (nach 2000)
Nach der Jahrtausendwende beteiligte sich Bertolucci mit der Episode Histoire d’eaux (franz. für „Die Geschichte vom Wasser“) am Omnibusfilm Ten Minutes Older: The Cello (2002) und greift dabei eine alte indische Sage auf, die eine Figur schon mündlich in Vor der Revolution (1964) erzählt hatte.